# Harold Cummings
Harold Oshkaly Cummings Segura (Panama, 1º marzo 1992) è un calciatore panamense, difensore dell'Always Ready e della nazionale panamense.

## Carriera

### Club
Ha giocato nel campionato panamense, uruguaiano, peruviano e colombiano.

### Nazionale
Ha esordito in Nazionale nel 2010.
Viene convocato per la Copa América Centenario del 2016.
Ha disputato anche i Mondiali 2018 con la sua Nazionale, in cui è sceso in campo nell'ultima sfida della sua squadra persa per 2-1 contro la Tunisia.

## Statistiche

### Cronologia presenze e reti in nazionale
| Cronologia completa delle presenze e delle reti in nazionale ― Panama | Cronologia completa delle presenze e delle reti in nazionale ― Panama | Cronologia completa delle presenze e delle reti in nazionale ― Panama | Cronologia completa delle presenze e delle reti in nazionale ― Panama | Cronologia completa delle presenze e delle reti in nazionale ― Panama | Cronologia completa delle presenze e delle reti in nazionale ― Panama | Cronologia completa delle presenze e delle reti in nazionale ― Panama | Cronologia completa delle presenze e delle reti in nazionale ― Panama |
| Data                                                                  | Città                                                                 | In casa                                                               | Risultato                                                             | Ospiti                                                                | Competizione                                                          | Reti                                                                  | Note                                                                  |
| --------------------------------------------------------------------- | --------------------------------------------------------------------- | --------------------------------------------------------------------- | --------------------------------------------------------------------- | --------------------------------------------------------------------- | --------------------------------------------------------------------- | --------------------------------------------------------------------- | --------------------------------------------------------------------- |
| 7-9-2010                                                              | Panama                                                                | Panama                                                                | 3 – 0                                                                 | Trinidad e Tobago                                                     | Amichevole                                                            | -                                                                     |                                                                       |
| 18-11-2010                                                            | Panama                                                                | Panama                                                                | 2 – 0                                                                 | Honduras                                                              | Amichevole                                                            | -                                                                     |                                                                       |
| 19-12-2010                                                            | San Pedro Sula                                                        | Honduras                                                              | 2 – 1                                                                 | Panama                                                                | Amichevole                                                            | -                                                                     | 26’ 68’                                                               |
| 15-1-2011                                                             | Panama                                                                | Panama                                                                | 2 – 0                                                                 | Nicaragua                                                             | Coppa centroamericana 2011 - 1º turno                                 | -                                                                     | 75’                                                                   |
| 17-1-2011                                                             | Panama                                                                | Panama                                                                | 2 – 0                                                                 | El Salvador                                                           | Coppa centroamericana 2011 - 1º turno                                 | -                                                                     |                                                                       |
| 23-1-2011                                                             | Panama                                                                | Panama                                                                | 0 – 0 dts (5 – 4 dtr)                                                 | El Salvador                                                           | Coppa centroamericana 2011 - Finale 3º posto                          | -                                                                     |                                                                       |
| 29-5-2011                                                             | Panama                                                                | Panama                                                                | 2 – 0                                                                 | Grenada                                                               | Amichevole                                                            | -                                                                     |                                                                       |
| 8-6-2011                                                              | Detroit                                                               | Panama                                                                | 3 – 2                                                                 | Guadalupa                                                             | Gold Cup 2011 - 1º turno                                              | -                                                                     | 82’                                                                   |
| 27-5-2012                                                             | Kingston                                                              | Giamaica                                                              | 0 – 1                                                                 | Panama                                                                | Amichevole                                                            | -                                                                     |                                                                       |
| 11-1-2013                                                             | Panama                                                                | Panama                                                                | 3 – 0                                                                 | Guatemala                                                             | Amichevole                                                            | -                                                                     | 55’                                                                   |
| 13-1-2013                                                             | Panama                                                                | Panama                                                                | 2 – 0                                                                 | Guatemala                                                             | Amichevole                                                            | -                                                                     | 39’                                                                   |
| 25-1-2013                                                             | San José                                                              | Panama                                                                | 3 – 1                                                                 | Guatemala                                                             | Coppa centroamericana 2013 - Finale 5º posto                          | -                                                                     | 90+2’                                                                 |
| 27-3-2013                                                             | Panama                                                                | Panama                                                                | 2 – 0                                                                 | Honduras                                                              | Qual. Mondiali 2014                                                   | -                                                                     | 79’                                                                   |
| 1-6-2013                                                              | Panama                                                                | Panama                                                                | 1 – 2                                                                 | Perù                                                                  | Amichevole                                                            | -                                                                     |                                                                       |
| 7-7-2013                                                              | Pasadena                                                              | Panama                                                                | 2 – 1                                                                 | Messico                                                               | Gold Cup 2013 - 1º Turno                                              | -                                                                     | 87’                                                                   |
| 14-7-2013                                                             | Denver                                                                | Panama                                                                | 0 – 0                                                                 | Canada                                                                | Gold Cup 2013 - 1º Turno                                              | -                                                                     |                                                                       |
| 24-7-2013                                                             | Arlington                                                             | Panama                                                                | 2 – 1                                                                 | Messico                                                               | Gold Cup 2013 - Semifinale                                            | -                                                                     | 89’                                                                   |
| 7-9-2013                                                              | Panama                                                                | Panama                                                                | 0 – 0                                                                 | Giamaica                                                              | Qual. Mondiali 2014                                                   | -                                                                     | 46’                                                                   |
| 11-9-2013                                                             | Tegucigalpa                                                           | Honduras                                                              | 2 – 2                                                                 | Panama                                                                | Qual. Mondiali 2014                                                   | -                                                                     |                                                                       |
| 11-10-2013                                                            | Città del Messico                                                     | Messico                                                               | 2 – 1                                                                 | Panama                                                                | Qual. Mondiali 2014                                                   | -                                                                     | 16’                                                                   |
| 3-6-2014                                                              | Goiânia                                                               | Brasile                                                               | 4 – 0                                                                 | Panama                                                                | Amichevole                                                            | -                                                                     | 59’                                                                   |
| 5-8-2014                                                              | Lima                                                                  | Perù                                                                  | 3 – 0                                                                 | Panama                                                                | Amichevole                                                            | -                                                                     |                                                                       |
| 7-9-2014                                                              | Dallas                                                                | Costa Rica                                                            | 2 – 2                                                                 | Panama                                                                | Coppa centroamericana 2014 - 1º turno                                 | -                                                                     |                                                                       |
| 11-9-2014                                                             | Houston                                                               | Nicaragua                                                             | 0 – 2                                                                 | Panama                                                                | Coppa centroamericana 2014 - 1º turno                                 | -                                                                     |                                                                       |
| 14-9-2014                                                             | Los Angeles                                                           | El Salvador                                                           | 0 – 1                                                                 | Panama                                                                | Coppa centroamericana 2014 - Finale 3º posto                          | -                                                                     | 79’ 90+4’                                                             |
| 12-10-2014                                                            | Santiago de Querétaro                                                 | Messico                                                               | 1 – 0                                                                 | Panama                                                                | Amichevole                                                            | -                                                                     |                                                                       |
| 15-11-2014                                                            | San Salvador                                                          | El Salvador                                                           | 1 – 3                                                                 | Panama                                                                | Amichevole                                                            | -                                                                     |                                                                       |
| 19-11-2014                                                            | Panama                                                                | Panama                                                                | 0 – 0                                                                 | Canada                                                                | Amichevole                                                            | -                                                                     |                                                                       |
| 8-2-2015                                                              | Carson                                                                | Stati Uniti                                                           | 2 – 0                                                                 | Panama                                                                | Amichevole                                                            | -                                                                     |                                                                       |
| 27-3-2015                                                             | Port of Spain                                                         | Trinidad e Tobago                                                     | 0 – 1                                                                 | Panama                                                                | Amichevole                                                            | -                                                                     |                                                                       |
| 1-4-2015                                                              | Panama                                                                | Panama                                                                | 2 – 1                                                                 | Costa Rica                                                            | Amichevole                                                            | -                                                                     | 66’                                                                   |
| 4-6-2015                                                              | Panama                                                                | Panama                                                                | 1 – 1                                                                 | Ecuador                                                               | Amichevole                                                            | -                                                                     |                                                                       |
| 6-6-2015                                                              | Guayaquil                                                             | Ecuador                                                               | 4 – 0                                                                 | Panama                                                                | Amichevole                                                            | -                                                                     |                                                                       |
| 8-7-2015                                                              | Frisco                                                                | Panama                                                                | 1 – 1                                                                 | Haiti                                                                 | Gold Cup 2015 - 1º turno                                              | -                                                                     |                                                                       |
| 11-7-2015                                                             | Foxborough                                                            | Honduras                                                              | 1 – 1                                                                 | Panama                                                                | Gold Cup 2015 - 1º turno                                              | -                                                                     |                                                                       |
| 13-7-2015                                                             | Kansas City                                                           | Stati Uniti                                                           | 1 – 1                                                                 | Panama                                                                | Gold Cup 2015 - 1º turno                                              | -                                                                     |                                                                       |
| 19-7-2015                                                             | East Rutherford                                                       | Trinidad e Tobago                                                     | 1 – 1 dts (5 – 6 dtr)                                                 | Panama                                                                | Gold Cup 2015 - Quarti di finale                                      | -                                                                     |                                                                       |
| 23-7-2015                                                             | Atlanta                                                               | Panama                                                                | 1 – 2 dts                                                             | Messico                                                               | Gold Cup 2015 - Semifinale                                            | -                                                                     | 108’                                                                  |
| 25-7-2015                                                             | Chester                                                               | Stati Uniti                                                           | 1 – 1 dts (2 – 3 dtr)                                                 | Panama                                                                | Gold Cup 2015 - Finale 3º posto                                       | -                                                                     |                                                                       |
| 4-9-2015                                                              | Panama                                                                | Panama                                                                | 0 – 1                                                                 | Uruguay                                                               | Amichevole                                                            | -                                                                     | 16’                                                                   |
| 9-1-2016                                                              | Panama                                                                | Panama                                                                | 4 – 0                                                                 | Cuba                                                                  | Play-off Copa América Centenario                                      | -                                                                     |                                                                       |
| 26-3-2016                                                             | Port-au-Prince                                                        | Haiti                                                                 | 0 – 0                                                                 | Panama                                                                | Qual. Mondiali 2018                                                   | -                                                                     | 57’                                                                   |
| 29-3-2016                                                             | Panama                                                                | Panama                                                                | 1 – 0                                                                 | Haiti                                                                 | Qual. Mondiali 2018                                                   | -                                                                     |                                                                       |
| 29-5-2016                                                             | Commerce City                                                         | Panama                                                                | 0 – 2                                                                 | Brasile                                                               | Amichevole                                                            | -                                                                     | 46’                                                                   |
| 7-6-2016                                                              | Orlando                                                               | Panama                                                                | 2 – 1                                                                 | Bolivia                                                               | Coppa America Centenario - 1º turno                                   | -                                                                     | 53’                                                                   |
| 15-6-2016                                                             | Filadelfia                                                            | Cile                                                                  | 4 – 2                                                                 | Panama                                                                | Coppa America Centenario - 1º turno                                   | -                                                                     | 72’                                                                   |
| 15-1-2017                                                             | Panama                                                                | Panama                                                                | 2 – 1                                                                 | Nicaragua                                                             | Coppa centroamericana 2017                                            | -                                                                     |                                                                       |
| 17-1-2007                                                             | Panama                                                                | Panama                                                                | 0 – 1                                                                 | Honduras                                                              | Coppa centroamericana 2017                                            | -                                                                     |                                                                       |
| 21-1-2017                                                             | Panama                                                                | Panama                                                                | 1 – 0                                                                 | El Salvador                                                           | Coppa centroamericana 2017                                            | -                                                                     |                                                                       |
| 23-1-2017                                                             | Panama                                                                | Panama                                                                | 1 – 0                                                                 | Costa Rica                                                            | Coppa centroamericana 2017                                            | -                                                                     |                                                                       |
| 27-3-2018                                                             | Basilea                                                               | Svizzera                                                              | 6 – 0                                                                 | Panama                                                                | Amichevole                                                            | -                                                                     |                                                                       |
| 6-6-2018                                                              | Oslo                                                                  | Norvegia                                                              | 1 – 0                                                                 | Panama                                                                | Amichevole                                                            | -                                                                     | 58’                                                                   |
| 28-6-2018                                                             | Saransk                                                               | Panama                                                                | 1 – 2                                                                 | Tunisia                                                               | Mondiali 2018 - 1º turno                                              | -                                                                     | 46’                                                                   |
| 12-10-2018                                                            | Niigata                                                               | Giappone                                                              | 3 – 0                                                                 | Panama                                                                | Amichevole                                                            | -                                                                     |                                                                       |
| 16-10-2018                                                            | Cheonan                                                               | Corea del Sud                                                         | 2 – 2                                                                 | Panama                                                                | Amichevole                                                            | -                                                                     |                                                                       |
| 16-11-2018                                                            | Tegucigalpa                                                           | Honduras                                                              | 1 – 0                                                                 | Panama                                                                | Amichevole                                                            | -                                                                     |                                                                       |
| 20-11-2018                                                            | Panama                                                                | Panama                                                                | 1 – 2                                                                 | Ecuador                                                               | Amichevole                                                            | 1                                                                     | 57’                                                                   |
| 23-3-2019                                                             | Porto                                                                 | Brasile                                                               | 1 – 1                                                                 | Panama                                                                | Amichevole                                                            | -                                                                     | 26’                                                                   |
| 7-6-2019                                                              | Montevideo                                                            | Uruguay                                                               | 3 – 0                                                                 | Panama                                                                | Amichevole                                                            | -                                                                     |                                                                       |
| 19-6-2019                                                             | Saint Paul                                                            | Panama                                                                | 2 – 0                                                                 | Trinidad e Tobago                                                     | Gold Cup 2019 - 1º turno                                              | -                                                                     |                                                                       |
| 22-6-2019                                                             | Cleveland                                                             | Guyana                                                                | 2 – 4                                                                 | Panama                                                                | Gold Cup 2019 - 1º turno                                              | -                                                                     |                                                                       |
| 26-6-2019                                                             | Kansas City                                                           | Panama                                                                | 0 – 1                                                                 | Stati Uniti                                                           | Gold Cup 2019 - 1º turno                                              | -                                                                     |                                                                       |
| 30-6-2019                                                             | Filadelfia                                                            | Giamaica                                                              | 1 – 0                                                                 | Panama                                                                | Gold Cup 2019 - Quarti di finale                                      | -                                                                     |                                                                       |
| 5-9-2019                                                              | Devonshire                                                            | Bermuda                                                               | 1 – 4                                                                 | Panama                                                                | CONCACAF Nations League 2019-2020 - 2º turno                          | -                                                                     |                                                                       |
| 8-9-2019                                                              | Panama                                                                | Panama                                                                | 0 – 2                                                                 | Bermuda                                                               | CONCACAF Nations League 2019-2020 - 2º turno                          | -                                                                     |                                                                       |
| 10-10-2020                                                            | San José                                                              | Costa Rica                                                            | 0 – 1                                                                 | Panama                                                                | Amichevole                                                            | -                                                                     |                                                                       |
| 13-10-2020                                                            | San José                                                              | Costa Rica                                                            | 0 – 1                                                                 | Panama                                                                | Amichevole                                                            | -                                                                     | cap.                                                                  |
| 12-11-2020                                                            | Graz                                                                  | Giappone                                                              | 1 – 0                                                                 | Panama                                                                | Amichevole                                                            | -                                                                     | cap.                                                                  |
| 25-3-2021                                                             | Santo Domingo                                                         | Panama                                                                | 1 – 0                                                                 | Barbados                                                              | Qual. Mondiali 2022                                                   | -                                                                     | cap.                                                                  |
| 28-3-2021                                                             | Santo Domingo                                                         | Dominica                                                              | 1 – 2                                                                 | Panama                                                                | Qual. Mondiali 2022                                                   | -                                                                     | cap.                                                                  |
| 9-6-2021                                                              | Panama                                                                | Panama                                                                | 3 – 0                                                                 | Rep. Dominicana                                                       | Qual. Mondiali 2022                                                   | -                                                                     |                                                                       |
| 12-6-2021                                                             | Panama                                                                | Panama                                                                | 2 – 1                                                                 | Curaçao                                                               | Qual. Mondiali 2022                                                   | -                                                                     |                                                                       |
| 15-6-2021                                                             | Willemstad                                                            | Curaçao                                                               | 0 – 0                                                                 | Panama                                                                | Qual. Mondiali 2022                                                   | -                                                                     |                                                                       |
| 13-7-2021                                                             | Houston                                                               | Qatar                                                                 | 3 – 3                                                                 | Panama                                                                | Gold Cup 2021 - 1º turno                                              | -                                                                     | cap.                                                                  |
| 17-7-2021                                                             | Houston                                                               | Panama                                                                | 2 – 3                                                                 | Honduras                                                              | Gold Cup 2021 - 1º turno                                              | -                                                                     | cap.                                                                  |
| 7-10-2021                                                             | San Salvador                                                          | El Salvador                                                           | 1 – 0                                                                 | Panama                                                                | Qual. Mondiali 2022                                                   | -                                                                     | 87’                                                                   |
| 10-10-2021                                                            | Panama                                                                | Panama                                                                | 1 – 0                                                                 | Stati Uniti                                                           | Qual. Mondiali 2022                                                   | -                                                                     |                                                                       |
| 13-10-2021                                                            | Toronto                                                               | Canada                                                                | 4 – 1                                                                 | Panama                                                                | Qual. Mondiali 2022                                                   | -                                                                     |                                                                       |
| 16-1-2022                                                             | Lima                                                                  | Perù                                                                  | 1 – 1                                                                 | Panama                                                                | Amichevole                                                            | -                                                                     |                                                                       |
| 30-1-2022                                                             | Panama                                                                | Panama                                                                | 3 – 2                                                                 | Giamaica                                                              | Qual. Mondiali 2022                                                   | -                                                                     | 38’ 56’                                                               |
| 30-3-2022                                                             | Panama                                                                | Panama                                                                | 1 – 0                                                                 | Canada                                                                | Qual. Mondiali 2022                                                   | -                                                                     | 57’                                                                   |
| 5-11-2022                                                             | San Pedro de Alcántara                                                | Qatar                                                                 | 2 – 1                                                                 | Panama                                                                | Amichevole                                                            | -                                                                     |                                                                       |
| 10-11-2022                                                            | Abu Dhabi                                                             | Arabia Saudita                                                        | 1 – 1                                                                 | Panama                                                                | Amichevole                                                            | -                                                                     | 58’                                                                   |
| 15-11-2022                                                            | Sharja                                                                | Venezuela                                                             | 2 – 2                                                                 | Panama                                                                | Amichevole                                                            | -                                                                     |                                                                       |
| 18-11-2022                                                            | Abu Dhabi                                                             | Camerun                                                               | 1 – 1                                                                 | Panama                                                                | Amichevole                                                            | -                                                                     | 87’                                                                   |
| 28-3-2023                                                             | San José                                                              | Costa Rica                                                            | 0 – 1                                                                 | Panama                                                                | CONCACAF Nations League 2022-2023 - 1º turno                          | -                                                                     |                                                                       |
| 15-6-2023                                                             | Paradise                                                              | Panama                                                                | 0 – 2                                                                 | Canada                                                                | CONCACAF Nations League 2022-2023 - Semifinale                        | -                                                                     | 82’                                                                   |
| 18-6-2023                                                             | Paradise                                                              | Panama                                                                | 0 – 1                                                                 | Messico                                                               | CONCACAF Nations League 2022-2023 - Finale 3º posto                   | -                                                                     |                                                                       |
| 26-6-2023                                                             | Fort Lauderdale                                                       | Costa Rica                                                            | 1 – 2                                                                 | Panama                                                                | Gold Cup 2023 - 1º turno                                              | -                                                                     |                                                                       |
| 30-6-2023                                                             | Harrison                                                              | Martinica                                                             | 1 – 2                                                                 | Panama                                                                | Gold Cup 2023 - 1º turno                                              | -                                                                     |                                                                       |
| 4-7-2023                                                              | Houston                                                               | Panama                                                                | 2 – 2                                                                 | El Salvador                                                           | Gold Cup 2023 - 1º turno                                              | -                                                                     | 46’                                                                   |
| 8-7-2023                                                              | Arlington                                                             | Panama                                                                | 4 – 0                                                                 | Qatar                                                                 | Gold Cup 2023 - Quarti di finale                                      | -                                                                     | 85’                                                                   |
| 12-7-2023                                                             | San Diego                                                             | Stati Uniti                                                           | 1 – 1 dts (4 – 5 dtr)                                                 | Panama                                                                | Gold Cup 2023 - Semifinale                                            | -                                                                     |                                                                       |
| 16-7-2023                                                             | Inglewood                                                             | Messico                                                               | 1 – 0                                                                 | Panama                                                                | Gold Cup 2023 - Finale                                                | -                                                                     | 20’ 90’                                                               |
| Totale                                                                |                                                                       | Presenze                                                              | 94                                                                    |                                                                       | Reti                                                                  | 1                                                                     |                                                                       |